# Proaegeria
Proaegeria is een geslacht van vlinders uit de familie wespvlinders (Sesiidae), onderfamilie Sesiinae.
Proaegeria is voor het eerst wetenschappelijk beschreven door Le Cerf in 1916. De typesoort is Proaegeria vouauxi.

## Soort
Proaegeria omvat de volgende soort:
- Proaegeria vouauxi Le Cerf, 1916